# Borstbeeld van André Loor
Het borstbeeld van André Loor is een kunstwerk gemaakt door Erwin de Vries in Paramaribo in Suriname. Het bronzen borstbeeld staat op een granieten sokkel links voor het Nationaal Archief, met het gezicht naar de Jagernath Lachmonstraat. Het initiatief voor het beeld kwam van Stichting Sranan Boeroe.
De historicus André Loor (1931-2013) maakte de onthulling van zijn eigen borstbeeld zelf nog mee. Hij was ter plaatse en stond naast Erwin de Vries, toen minister Soewarto Moestadja het op 10 mei 2012 onthulde, samen met de Stichting Sranan Boeroe en zijn familie. Onder de aanwezigen bevonden zich vrienden en docenten van de Anton de Kom Universiteit van Suriname en het Instituut voor de Opleiding van Leraren. Op beide heeft hij les gegeven.
De historicus Maurits Hassankhan loofde Loor voor zijn rol in de totstandkoming en inrichting van het Nationaal Archief. Directeur Rita Tjien Fooh van het Nationaal Archief herinnerde eraan dat Loor haar en andere medewerkers heeft gevormd. Veel Surinamers kennen hem van zijn optredens op televisie waarin hij vertelde over de Surinaamse geschiedenis.